# Kot kartuski
Chartreux – rasa kota pochodząca z Francji. Możliwe, że był najbardziej powszechną rasą we Francji.

## Historia
Legenda głosi, że przodkami kotów kartuskich są dzikie koty górskie z rejonu dzisiejszej Syrii, które zostały sprowadzone do Francji przez krzyżowców w XIII wieku, spośród których wielu wstąpiło do zakonu kartuzów.
Koty kartuskie prawdopodobnie zostały sprowadzone do Francji z Afryki w XV wieku przez mnichów z zakonu kartuzów. Są najstarszą rasą hodowaną w Europie.
Pierwsza udokumentowana wzmianka o rasie została sporządzona przez francuskiego przyrodnika Buffona dopiero w XVIII wieku. Populacja kotów kartuskich zmniejszyła się znacznie podczas I wojny światowej. Skoordynowane działania europejskich hodowców tej rasy pozwoliło na uchronienie jej przed wyginięciem. Pierwszy Chartreux został sprowadzony do USA w 1971 roku przez Helen i John Gammon La Jolla, Kalifornia.

## Wygląd
Budowa kota kartuskiego jest bardzo podobna do kota brytyjskiego krótkowłosego. Charakterystyczną różnicą między tymi rasami jest budowa głowy kota: u kota brytyjskiego jest bardziej okrągła, a u kota kartuskiego wpisana w trapez. Ponadto kot kartuski powinien mieć nos prosty, bez wyraźnego stopu w przeciwieństwie do kotów brytyjskich krótkowłosych, które tę cechę odziedziczyły w procesie kształtowania rasy po kotach perskich. Poniżej zdjęcie młodej kotki rasy kot kartuski.

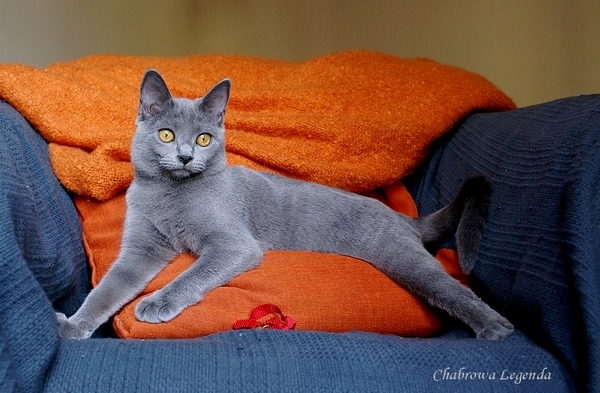

## Charakter
Są to koty bardzo inteligentne, łatwo się uczące, np. włączania radia, otwierania drzwi. Nawet jako dorosłe osobniki uwielbiają zabawę, potrafią aportować w taki sam sposób, jak pies.
Koty kartuskie szybko reagują, a ze względu na wyjątkową łowność, są bardzo cenione przez rolników francuskich.
Koty kartuskie zwykle wiążą się z jedną osobą i często chodzą za nią po całym domu. Nie są agresywne, są dobre dla dzieci i innych zwierząt.
Przepadają za pieszczotami.
Koty kartuskie miauczą bardzo rzadko, za to bardzo głośno mruczą. Niektóre wydają nawet szczebiotliwe dźwięki.